# مارك بيلي (دبلوماسي)
مارك بيلي هو دبلوماسي كندي، ولد في 20 أغسطس 1951 في فيكتوريا في كندا.